# Divisione Nazionale 1932 (hockey su pista)
La Divisione Nazionale 1932 è stata l'11ª edizione del torneo di primo livello del campionato italiano di hockey su pista.
Lo scudetto è stato conquistato dal Novara per la terza volta nella sua storia.

## Stagione

### Formula
La competizione fu strutturata su un girone unico all'italiana con gare di sola andata tra le nove squadre partecipanti.

### Avvenimenti
Il torneo del 1932 venne disputato in unica sede a Roma con partite di sola andata. Tra le protagoniste ci furono come di consueto il Novara campione in carica e il Milan. Entrambi i club vinsero tutti i loro incontri con un largo margine, testimonianza della maggiore organizzazione rispetto a tutte le altre antagoniste in lizza per il titolo. La partita decisiva tra i piemontesi e i lombardi venne vinta per 1 a 0 dai primi che si confermarono per la terza volta consecutiva campioni d'Italia.

## Squadre partecipanti
| Club            | Stagione | Città  |
| --------------- | -------- | ------ |
| Amatori Roma    | n.d.     | Roma   |
| FGC Roma        | n.d.     | Roma   |
| Gloria Milano   | n.d.     | Milano |
| Lazio           | n.d.     | Roma   |
| Mens Sana Siena | n.d.     | Siena  |
| Milan           | dettagli | Milano |
| Novara          | dettagli | Novara |
| Roma            | n.d.     | Roma   |
| Urbe Roma       | n.d.     | Roma   |

## Classifica finale
|  | Pos. | Squadra         | Pt | G | V | N | P | GF | GS | DR  |
|  | ---- | --------------- | -- | - | - | - | - | -- | -- | --- |
|  | 1.   | Novara          | 16 | 8 | 8 | 0 | 0 | 94 | 13 | +81 |
|  | 2.   | Milan           | 14 | 8 | 7 | 0 | 1 | 75 | 15 | +60 |
|  | 3.   | Amatori Roma    | 7  | 7 | 3 | 1 | 3 | 20 | 31 | -11 |
|  | 4.   | Mens Sana Siena | 7  | 8 | 3 | 1 | 4 | 25 | 26 | -1  |
|  | 5.   | Lazio           | 5  | 6 | 2 | 1 | 3 | 15 | 25 | -10 |
|  | 6.   | Roma            | 4  | 5 | 2 | 0 | 3 | 9  | 22 | -13 |
|  | 7.   | Urbe Roma       | 4  | 8 | 2 | 0 | 6 | 15 | 64 | -49 |
|  | 8.   | FGC Roma        | 3  | 7 | 1 | 1 | 5 | 10 | 52 | -42 |
|  | 9.   | Gloria Milano   | 2  | 5 | 1 | 0 | 4 | 18 | 33 | -15 |

Legenda:
      Campione d'Italia.
Note:
Due punti a vittoria, uno a pareggio, zero a sconfitta.

## Risultati
| Roma 29 ottobre 1932 | Lazio | 3 – 4 | Amatori Roma |  |

| Roma 29 ottobre 1932 | FGC Roma | 5 – 3 | Urbe Roma |  |

| Roma 29 ottobre 1932 | Lazio | 1 – 10 | Milan |  |

| Roma 29 ottobre 1932 | Roma | 3 – 2 | Gloria Milano |  |

| Roma 29 ottobre 1932 | Amatori Roma | 3 – 9 | Novara |  |

| Roma 29 ottobre 1932 | FGC Roma | 1 – 9 | Mens Sana Siena |  |

| Roma 29 ottobre 1932 | Roma | 2 – 9 | Milan |  |

| Roma 29 ottobre 1932 | FGC Roma | 0 – 7 | Gloria Milano |  |

| Roma 29 ottobre 1932 | Amatori Roma | 2 – 2 | Mens Sana Siena |  |

| Roma 29 ottobre 1932 | Urbe Roma | 0 – 16 | Novara |  |

| Roma 29 ottobre 1932 | Amatori Roma | 2 – 1 | FGC Roma |  |

| Roma 29 ottobre 1932 | Roma | 1 – 0 | Mens Sana Siena |  |

| Roma 29 ottobre 1932 | Urbe Roma | 0 – 5 | Mens Sana Siena |  |

| Roma 29 ottobre 1932 | Lazio | 2 – 8 | Novara |  |

| Roma 30 ottobre 1932 | Milan | 10 – 3 | Gloria Milano |  |

| Roma 30 ottobre 1932 | Novara | 10 – 3 | Mens Sana Siena |  |

| Roma 30 ottobre 1932 | Amatori Roma | 7 – 3 | Roma |  |

| Roma 30 ottobre 1932 | Novara | 16 – 3 | Gloria Milano |  |

| Roma 30 ottobre 1932 | Mens Sana Siena | 4 – 3 | Gloria Milano |  |

| Roma 30 ottobre 1932 | Milan | 11 – 2 | Urbe Roma |  |

| Roma 30 ottobre 1932 | Milan | 16 – 2 | FGC Roma |  |

| Roma 30 ottobre 1932 | Novara | 20 – 2 | Urbe Roma |  |

| Roma 30 ottobre 1932 | Milan | 11 – 2 | Amatori Roma |  |

| Roma 30 ottobre 1932 | Lazio | 1 – 0 | Mens Sana Siena |  |

| Roma 30 ottobre 1932 | Novara | 1 – 0 | Milan |  |

| Roma 30 ottobre 1932 | Urbe Roma | 4 – 0 | Roma |  |

| Roma 30 ottobre 1932 | Novara | 14 – 0 | Urbe Roma |  |

| Roma 30 ottobre 1932 | Milan | 8 – 2 | Mens Sana Siena |  |

| Roma 30 ottobre 1932 | Lazio | 1 – 1 | FGC Roma |  |

| Roma 30 ottobre 1932 | Lazio | 7 – 2 | Urbe Roma |  |

| Roma 30 ottobre 1932 | Urbe Roma | 2 – 0 | Amatori Roma |  |

## Verdetti
| Verdetto               | Club               |
| ---------------------- | ------------------ |
| Campione d'Italia 1932 | Novara (3º titolo) |

### Squadra campione
| N° | Naz.              | Ruolo | Sportivo             |  |  |  |
| -- | ----------------- | ----- | -------------------- |  |  |  |
|    | Italia (bandiera) | E     | Francesco Cestagalli |  |  |  |
|    | Italia (bandiera) | E     | Carlo Ciocala        |  |  |  |
|    | Italia (bandiera) | P     | Alceo Concia         |  |  |  |
|    | Italia (bandiera) | E     | Piero Drisaldi       |  |  |  |
|    | Italia (bandiera) | E     | Luigi Gallina        |  |  |  |
|    | Italia (bandiera) | P     | Angelo Grassi        |  |  |  |
|    | Italia (bandiera) | E     | Fiorenzo Zavattaro   |  |  |  |

- Allenatore:  Vittorio Masera